# 石井政雄
石井 政雄（いしい まさお、1931年〈昭和6年〉1月29日 - 2007年〈平成19年〉5月9日）は、日本の陸上自衛官。第20代陸上幕僚長、第17代統合幕僚会議議長。勲二等正四位。

## 略歴
千葉県出身。松戸の旧家の生まれ。中学3年で終戦を迎えたため、目指す陸士に進めず、地元の高校から立教大学へ進学。大学を卒業後は計算機の会社に就職した。1年間の研修が終わるころ、たまたま訪れた都庁で保安隊の幹部候補生募集のポスターを見て入隊を決意した。
幹部候補生学校を卒業後、普通科教導連隊に配属。普通科を選んだ理由は「普通科（歩兵）こそ軍の主兵だと思い、自衛隊に入ると決めた以上、普通科になると決めていた」と語っている。普通科教導連隊で小隊長、中隊長代理、それから富士学校で教官をつとめ「富士の裾野で8年間過ごせたことは普通科の幹部としては大変恵まれており、充実した毎日であった」という。1964年（昭和39年）、幹部学校のCGS（指揮幕僚課程）を修了し、石川地方連絡部に配属。当時、地連は後方という考え方であったが、募集難となり、CGS出身者を地連に配属するという人事施策がとられ、その第一号となった。後に自衛隊栃木地方連絡部長となるが、石川地連時代の経験が後々大変役に立ったという。
幹部学校で教官を務め、米国に留学。その後は栃木地連部長、第30普通科連隊長を務めたのち、陸上幕僚監部の防衛課長として53中業を手掛けた。その後も第11師団長、陸上幕僚副長等の要職を歴任し、第20代陸上幕僚長に就任。旧軍の教育を受けていない初の陸幕長であった。統合幕僚会議議長在職中は、日本版DIAである情報本部構想の推進（1997年1月に設立）に努めた。また、第11師団長であった1985年（昭和60年）に真駒内駐屯地内にさっぽろ雪まつり資料館をオープンさせた。

## 年譜
- 1954年（昭和29年）4月：陸上自衛隊（当時は保安隊）入隊（第9期一般幹部候補生課程）
- 1955年（昭和30年）4月：3等陸尉任官
- 1965年（昭和40年）7月1日：3等陸佐に昇任
- 1966年（昭和41年）7月16日：陸上幕僚監部第1部勤務
- 1969年（昭和44年）
  - 7月1日：2等陸佐に昇任
  - 7月16日：陸上自衛隊幹部学校勤務
- 1971年（昭和46年）6月18日：米国留学（米国陸軍指揮幕僚大学指揮幕僚課程研修）
- 1972年（昭和47年）7月17日：第9師団司令部第3部長
- 1974年（昭和49年）
  - 7月1日：1等陸佐に昇任
  - 7月16日：自衛隊栃木地方連絡部長
- 1976年（昭和51年）8月2日：第30普通科連隊長兼新発田駐とん地司令
- 1978年（昭和53年）7月1日：陸上幕僚監部防衛部防衛課長
- 1980年（昭和55年）7月1日：陸将補に昇任、西部方面総監部幕僚副長
- 1982年（昭和57年）7月1日：統合幕僚会議事務局第5幕僚室長
- 1983年（昭和58年）7月1日：陸将に昇任
- 1984年（昭和59年）3月29日：第11師団長
- 1985年（昭和60年）10月1日：陸上幕僚副長に就任
- 1986年（昭和61年）3月17日：第20代 陸上幕僚長に就任
- 1987年（昭和62年）12月11日：第17代 統合幕僚会議議長に就任
- 1990年（平成02年）3月16日：退官
- 2002年（平成14年）4月29日：勲二等旭日重光章受章[3]
- 2007年（平成19年）5月9日：胆管癌のため死去（享年76）。叙・正四位[4]

## 栄典
- 勲二等旭日重光章：2002年（平成14年）4月29日